# Distillery District

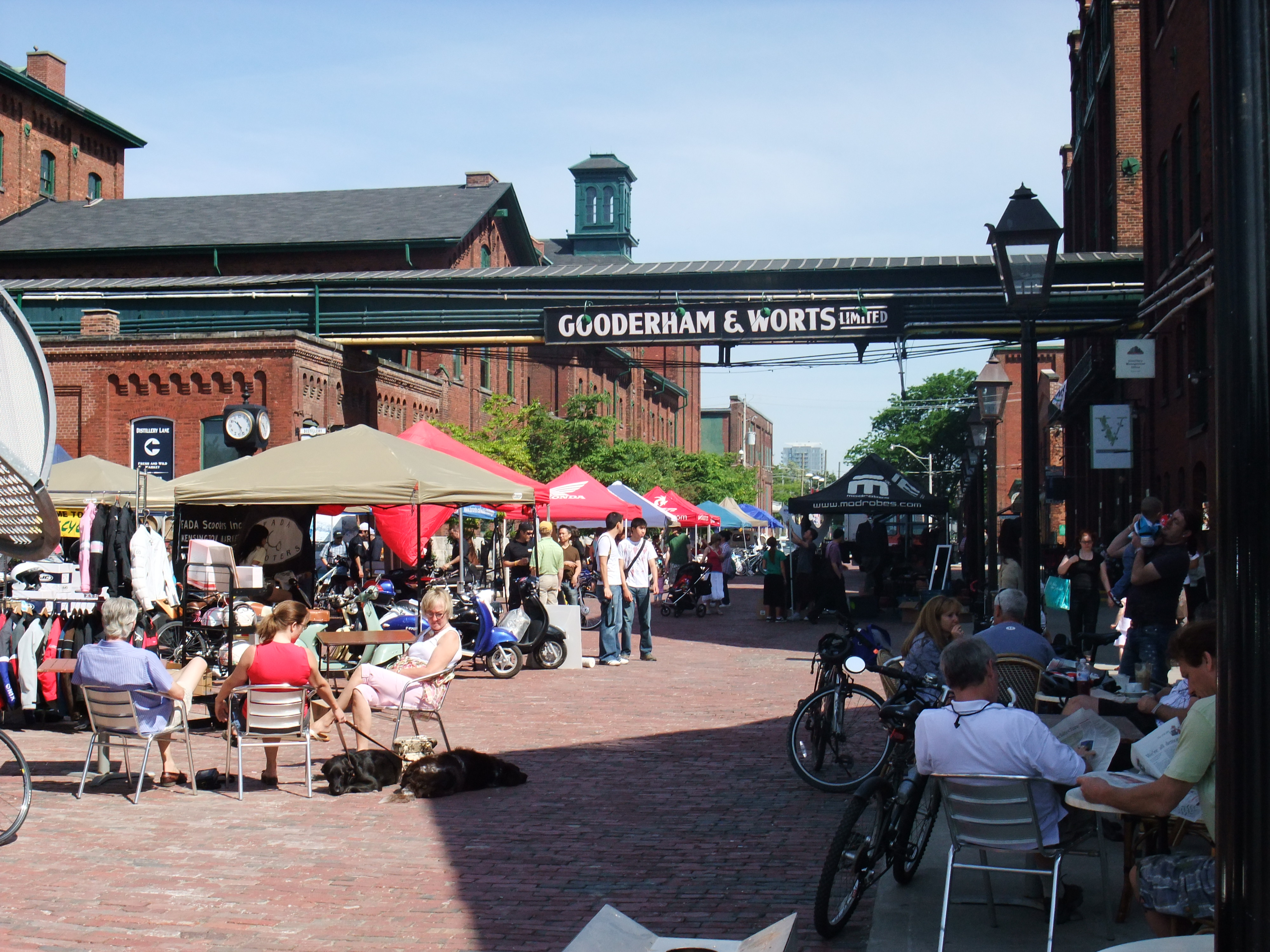
Trinity Street

Il Distillery District è un distretto commerciale e residenziale che si trova nella parte est di Downtown Toronto, a Toronto, Ontario, Canada.  Il distretto, che si estende per 5,3 ettari, è costituito da oltre 40 edifici storici dell'ex Gooderham and Worts Distillery e dieci strade ed è il più grande un complesso di architettura industriale dell'era vittoriana nel Nord America.
Nel 1988 il distretto fu considerato sito nazionale storico del Canada ed inserito nell'elenco del National Historic Site of Canada.